# 交易廣場車站 (PATH)
交易廣場車站（英語：Exchange Place station）是美國紐新航港局過哈德遜河捷運（PATH）系統的一個車站，位於新澤西州澤西市近哈德遜河河傍保羅斯鈎的交易廣場，設有任何時候營運的紐瓦克－世界貿易中心線與只在平日營運的霍博肯－世界貿易中心線。哈德遜-卑爾根輕鐵在PATH車站外也設有車站，也稱為交易廣場。

## 車站結構
| G        | 街道層             | 出入口                                                                                        |
| M        | 夾層               | 單向閘機、售票機、往出入口                                                                    |
| P 月台層 | 西行               | 紐瓦克－世界貿易中心線 往紐瓦克（格羅夫街） · 霍博肯－世界貿易中心線 往霍博肯（新港）         |
| P 月台層 | 側式月台，左側開門 |                                                                                               |
| P 月台層 | 連接行人道         | 月台之間的跨月台轉乘                                                                          |
| P 月台層 | 側式月台，左側開門 |                                                                                               |
| P 月台層 | 東行               | 紐瓦克－世界貿易中心線 往世界貿易中心（總站） · 霍博肯－世界貿易中心線 往世界貿易中心（總站） |

現時的車站入口位於舊車站入口以西約100英尺（30）。車站設有三條長150-英尺（46-）的扶手電梯抵達月台層，月台層位於地面以下75英尺（23）。1991年為了符合美國殘疾人法案而安裝了升降機。哈德遜-卑爾根輕鐵在2000年4月開始投入服務。
車站設有兩個前廳，各方向設有一個側式月台和一條軌道。各月台以若干走廊連接。各月台的最西端都設有剪式橫渡線，而HOB-WTC線軌道也在此分岔。因此，只有NWK-WTC線列車可以服務整個月台。

## 外部連結
- PATH - Exchange Place （页面存档备份，存于）
- Christopher Columbus Drive entrance from Google Maps Street View
- Exchange Place entrance from Google Maps Street View
- Turnstiles from Google Maps Street View
- Escalator from Google Maps Street View
- 1970's image of the former Exchange Place H&M Station with PATH Signage (Hudson Tubes Website) （页面存档备份，存于）